# Partido Pirata (Brasil)
O Partido Pirata (PIRATAS), anteriormente Partido Pirata do Brasil, é uma organização política brasileira fundada em 2012. Participa de uma rede de partidos piratas espalhados pelo mundo, que surgiram após o impacto da formação do Partido Pirata da Suécia, em 2006. O movimento dos partidos piratas levanta algumas bandeiras, bem como defender o acesso à informação, o compartilhamento do conhecimento e o direito à privacidade, ameaçado pelas tentativas de governos e corporações de controlar e monitorar os cidadãos. Já esteve listado como um partido político em formação pelo Tribunal Superior Eleitoral (TSE), mas tal registro não foi obtido por não ter apresentado nenhum apoiamento após 2 anos do registro em cartório.

## História

### Antecedentes
Seu núcleo surgiu em 2007. No final do ano seguinte, seu fórum contava com mais de 300 participantes cadastrados.[carece de fontes?]
Os ativistas do Partido Pirata se reuniram em vários eventos, como a Campus Party, em São Paulo, e o Circo Digital, no Rio de Janeiro, mas seu primeiro encontro oficial foi realizado nos dias 28 e 29 de março de 2009. Chamada de "I Insurgência Pirata", esse evento reuniu parte de seus principais ativistas para definir as pautas de atuação do Partido Pirata no Brasil.

### Fundação

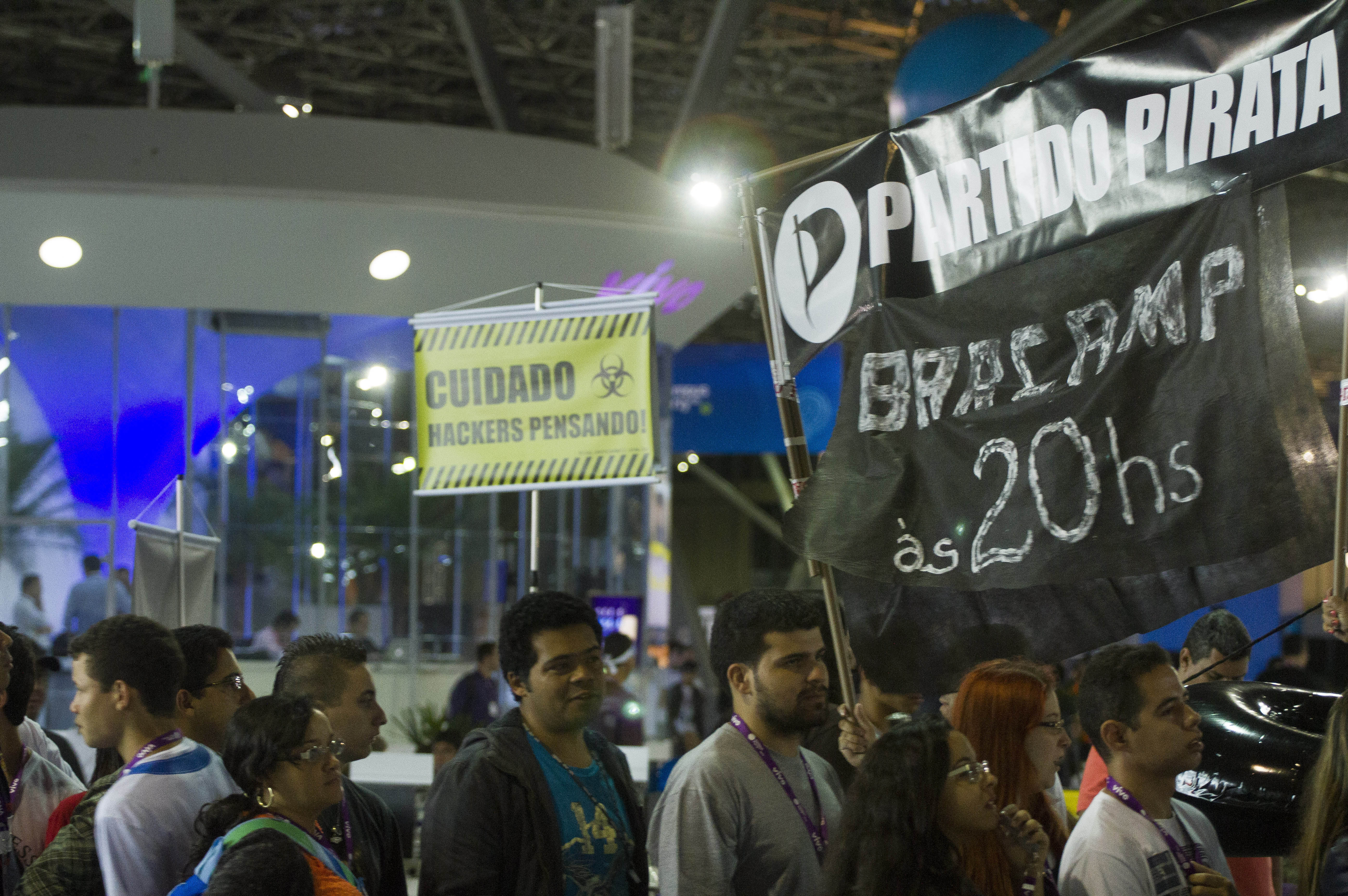
Partido Pirata na Campus Party Brasil de 2013.

A fundação oficial do Partido Pirata ocorreu durante a Convenção Nacional de Fundação, entre os dias 27 e 28 de julho de 2012, na Sede Social da Soledade, no Recife. Cerca de 130 ativistas e simpatizantes de 15 estados brasileiros se reuniram para discutir as propostas finais do estatuto e do programa partidário, e, no último dia do evento, assinaram a ata de fundação.
A sua primeira direção nacional , eleita na Convenção Nacional de Fundação, foi composta por três secretários gerais: Alexsandro Albuquerque, de Pernambuco, como secretário geral; Kristian Pasini, da Bahia, como 2º secretário e Henrique Peer, de São Paulo, 3º secretário.
Em 2 de setembro de 2013, o estatuto e o programa partidário do Partido Pirata do Brasil foram publicados no Diário Oficial da União.
No dia 10 de dezembro de 2013, o PIRATAS concluiu mais uma etapa de sua fundação, obtendo registro oficial em cartório. A agremiação passa a possuir a partir desta data CNPJ próprio.
A primeira Assembleia Nacional do partido ocorreu entre 23 e 25 de maio de 2014 no Impact Hub Curitiba, ocasião em que foram discutidos o seu estatuto, o programa político, o posicionamento econômico e a coleta de assinaturas para oficialização do partido. Cerca de 90 membros participaram presencialmente, e outros participaram através da Internet.

## Ideário
Seu foco de atuação está na defesa dos direitos humanos, em especial na liberdade de expressão e privacidade, ameaçadas pela tentativa de controle da rede para se banir a troca de arquivos, a transparência governamental e o compartilhamento de conhecimento.
O Partido Pirata defende também a inclusão digital, o software livre e a total transparência no poder público e a construção de políticas públicas de forma participativa e colaborativa.
Oficialmente, também se dispõe a apresentar expandido leque ideológico :

[…] nosso objetivo como Partido Pirata não é querer vender pra você mais uma ideologia pronta, mas sim defender princípios e ideias novas (muitas nem tão novas assim) que partem desse novo paradigma que é a Internet e como ela pode inspirar um novo tipo de sociedade em rede, onde a cidadania não é apenas apertar botões em um período especifico de tempo, mas uma participação constante nos assuntos do local no qual todos habitamos.

### Estatuto
O Estatuto trata sobre questões gerais. É dividido em 5 capítulos. O primeiro trata sobre a forma como o PIRATAS se constitui. As questões abordadas são definição, objetivo, sede e símbolo. O segundo abarca as formas de participação, delimitando como se dá a filiação, as candidaturas, direitos e deveres dos membros e como se aplica a desfiliação. O terceiro capítulo discorre sobre a disciplina e a fidelidade partidárias. Processos e medidas disciplinares nele se encontram. No quarto estão os elementos da estrutura geral e administrativa. As disposições gerais para tal; as estruturações em nível nacional, estadual e distrital (que se aplica ao Distrito Federal), e municipal se encontram nesse assunto. O último capítulo determina como se deve proceder em questões de finanças e contabilidade. Nesse ponto explicam-se as disposições gerais e como se devem constituir os comitês financeiros; como podem ser obtidos os recursos e o fundo partidário.
Em defesa ao seu ideário, o PIRATAS definiu cláusulas pétreas a fim de consolidar formalmente esses preceitos. Dessa forma, se evitaria que coisas mais fundamentais na ótica do partido fossem relativizadas. Ademais, permitiria um posicionamento mais claro com relação a princípios, que sob a ética pirata, são inalienáveis. São eles:
1. A defesa dos direitos humanos;
2. A defesa do direito à privacidade;
3. A defesa ao acesso livre à informação;
4. A defesa do acesso e compartilhamento livres de cultura e conhecimento
5. A transparência pública;
6. A democracia plena;
7. O Estado laico;
8. A liberdade de expressão;
9. A colaboratividade;
10. A igualdade de gênero, em todas as suas expressões;
11. O combate a todas as formas de discriminação;
12. O combate a todas as formas de autoritarismo;
13. A defesa do direito inalienável de resistir à opressão;
14. O internacionalismo;
15. A defesa do ativismo hacker;
16. O gozo pleno dos direitos inerentes à cidadania, inclusive políticos, ativos e passivos, independente da nacionalidade;
17. A plena autodeterminação individual;
18. A neutralidade da rede.

### Carta de Princípios
A Carta de Princípios é um documento criado enquanto os membros do PIRATAS se encontravam no estágio de movimento de criação do partido. Ele comenta em linhas gerais quais os princípios que deveriam nortear o ideário do pirata brasileiro.
Dos itens abordados, a cultura livre foi o primeiro, havendo uma pontuação de como as atuais leis que regem o direito autoral no Brasil confrontam o que os piratas entendem como correta utilização dos mesmos. Outros alvos foram as patentes, as quais deveriam ser limitadas. A finalidade dessas ações seria uma ampliação da cultura não comercial.
Democracia e liberdade foram outros pontos. Neles foram incluídos temas relacionados as estratégias e posturas que o Partido Pirata deveria seguir. Também foi mencionada a possibilidade de as futuras gerações estarem mais familiarizadas com pautas piratas. Para explanação da implementação são citadas ferramentas de trabalho como os softwares livres e sistemas de governança eletrônica.
A inclusão foi abordada com perspectiva fundamental. Segundo o texto, a inclusão digital permite uma sociedade igualitária e promove os benefícios coletivos.
De acordo com o PIRATAS, criminalizar a pirataria tem como consequência a criminalização da pobreza. Para isso, pauta-se a possibilidade de criação de modelos de negócio que beneficiem todos os atores, o que inclui o ambulante.

#### Diretrizes
Documento de uma página que reúne itens que norteiam as políticas piratas. As diretrizes são:
- Reformulação dos princípios que regem a educação no Brasil. Pontua-se a necessidade que o processo seja colaborativo;
- Diversidade: luta pelos direitos civis e contra toda forma de opressão;
- Segurança pública em moldes não repressivos;
- Direitos urbanos: repensar as cidades sob o prisma da colaboratividade, onde se privilegiaria o bem-estar coletivo;
- Estado laico e secular de fato;
- Descriminalização do usuário de drogas.

#### Manifesto v2.0
Documento assinado em 25 de julho de 2011 em que oficialmente o Partido Pirata trocou a sigla PPBr pela PIRATAS e, por mais que houvesse um local de assinatura, a redação e votação do escrito foram online. O artigo reforça os demais documentos piratas, frisando sobre conceitos como privacidade, livre compartilhamento e cultura.

#### Programa
Tal qual os demais documentos, tal artigo trata de questões que são consideradas primordiais pelos membros do Partido Pirata. É um resumo que comenta pontos em que se devem ser focadas as políticas relacionadas ao PIRATAS. Estes são democracia plena, acesso a internet, transparência pública, liberdade de expressão, privacidade, segurança digital (desde que os meios utilizados não restrinjam direitos), compartilhamento de conhecimento, educação, cultura, meio-ambiente, diversidade social, Estado laico, colaboratividade, universalização dos serviços públicos e padrões abertos e software livre (como forma de desenvolvimento tecnológico, econômico e social).

## Organização
O Partido Pirata é composto por uma Secretaria Geral, pela Coordenadoria Nacional, pela Tesouraria Nacional e pela Assembleia Geral.